# Michel de La Barre
Michel de la Barre (París, 1675 - Ibidem, 1745) fue un flautista y compositor francés del siglo XVIII. Publicó una colección de 12 libros de piezas para flauta travesera, también la ópera-ballet en cinco actos titulada Le triomphe des arts y la comedia-ballet en tres actos La vénitienne. Actuó regularmente en la Ópera de París y en la corte de Luis XIV de Francia y Luis XV de Francia.

## Obras

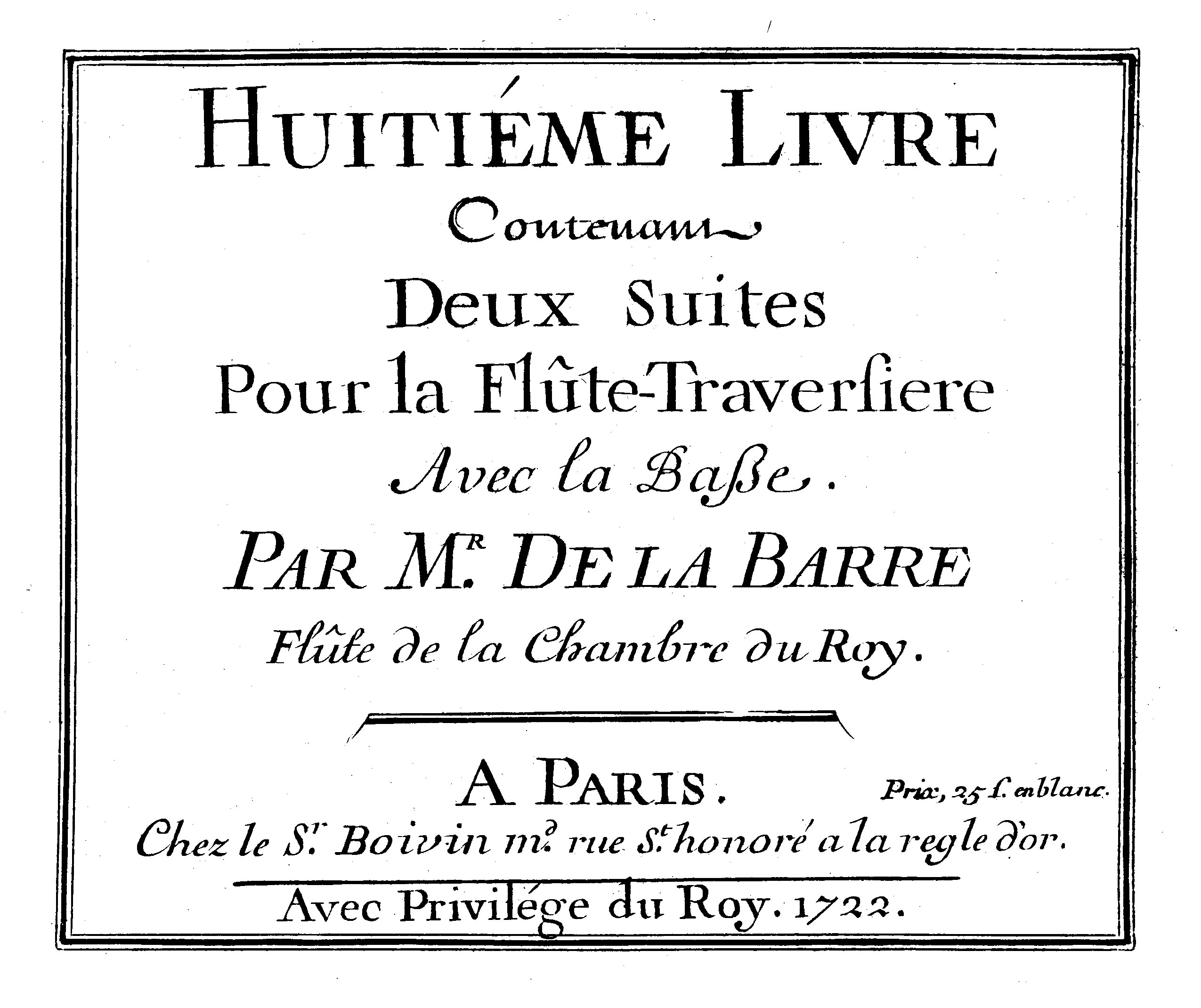

- 1694 . Premier Livre des Trio, pour les violons, Flûtes et hautbois, par Monsieur De La Barre, Flûte de la Chambre du Roy, París, Christophe Ballard, 1694.
- 1700 . Le triomphe des arts, ópera-ballet, 5 actos, libreto por Houdar de La Motte.
- 1700 . Pièces en trio pour les violons, flustes et hautbois, composées Par le sieur De La Barre, Livre Second, […], París, Christophe Ballard.
- 1702 . Pièces pour la Flûte Traversière avec la Basse-Continue, […] Œuvre Quatrième, […], París, Christophe Ballard.
- 1705 . La vénitienne, comedia-ballet, prólogo y 3 actos, libreto por Houdar de La Motte.
- 1707 . Troisième Livre des Trio pour les violons, flûtes, et hautbois, mélez de Sonates pour la Flûte traversière, […], París, Christophe Ballard.
- 1709 . Air dans Airs sérieux et à boire de différents auteurs […], Christophe Ballard, marzo 1709.
- 1709 . Première Suitte de Pièces à deux flûtes traversières, […], París, Foucaut.
- 1710 . Deuxième Suite de Pièces à deux flûtes traversières, […], París, Foucaut.
- 1710 . Deuxième Livre de Pièces pour la flûte traversière, Avec la Basse Continuë, […], París, Foucaut.
- 1711 . Troisième Suite à deux flûtes traversières sans basse, […], París, Foucault.
- 1711 . Quatrième [& 5e] Suite [s] à deux flûtes traversières sans basse, […], París, Foucault.
- 1713 . Cinquième Livre contenant la Sixième, et la septième suite à deux flûtes traversières sans basse, […], París, Foucault.
- 1714 . Sixième Livre contenant la huitième et la neuvième Suite à deux Flûtes Traversières sans basse, […], París, Foucault.
- 1721 . Septième Livre contenant la Xe et la XIe Suitte de Pièces à 2 Flûtes-Traversieres fans Baße. […], París, Boivin.
- 1722 . Neufième Livre contenant deux Sonates à deux flûtes traversières sans Basse. […], París, Boivín.
- 1722 . Dixième Livre contenant 2 Suittes à deux Flûtes-Traversières sans Basse. […], París, Boivin.
- 1722 . Huitième Livre, contenant Deux Suites pour la flûte traversière avec la basse, […], París, Boivin.
- 1724 . Recueil d’airs à boire à deux parties,[…]
- 1725 . Douzième Livre contenant Deux Suites à deux Flûtes Traversières fans Basse. […], París, Boivin.